# Farmersville (Nowy Jork)
Farmersville – miasto w Stanach Zjednoczonych, w stanie Nowy Jork, w hrabstwie Cattaraugus.